# Iconoclast
Iconoclast – ósmy album grupy Symphony X, wydany 17 czerwca 2011 roku.

## Twórcy
- Sir Russell Allen - śpiew
- Michael Romeo - gitara
- Michael Pinnella - instrumenty klawiszowe
- Mike LePond - gitara basowa
- Jason Rullo - perkusja

## Lista utworów

### Edycja normalna
1. "Iconoclast" – 10:53
2. "The End of Innocence" – 5:29
3. "Dehumanized" – 6:49
4. "Bastards of the Machine" – 4:58
5. "Heretic" – 6:26
6. "Children of a Faceless God" – 6:22
7. "Electric Messiah" – 6:15
8. "Prometheus (I am Alive)" – 6:48
9. "When All Is Lost" – 9:10

### Specjalna edycja

#### CD 1
1. "Iconoclast" – 10:53
2. "The End of Innocence" – 5:29
3. "Dehumanized" – 6:49
4. "Bastards of the Machine" – 4:58
5. "Heretic" – 6:26
6. "Children of a Faceless God" – 6:22
7. "When All Is Lost" – 9:10

#### CD 2
1. "Electric Messiah" – 6:15
2. "Prometheus (I Am Alive)" – 6:48
3. "Light Up the Night" – 5:05
4. "The Lords of Chaos" – 6:11
5. "Reign in Madness" – 8:37